# Al Bano
Al Bano, właśc. Albano Carrisi, znany też jako Al Bano Carrisi (ur. 20 maja 1943 w Cellino San Marco) – włoski piosenkarz i aktor. Jeden z najbardziej rozpoznawalnych i lubianych włoskich tenorów na świecie. W toku kariery muzycznej, obejmującej siedem dekad, sprzedał ponad 165 milionów płyt, szczególnie dzięki duetowi z hollywoodzką piosenkarką Rominą Power.

## Życiorys

### 1943–1966: Dzieciństwo i początki kariery
Albano Carrisi urodził się 20 maja 1943 w Cellino San Marco we Włoszech jako pierwszy syn rolników, Jolandy (1923-2019) i Carmelo Carrisich (1914–2005). Razem z młodszym bratem, Franco Carrisim, pomagał rodzicom w prowadzeniu gospodarstwa. Zamiłowanie do muzyki zaczerpnął od ojca, który podczas pracy śpiewał tradycyjne włoskie piosenki oraz grał na gitarze. Mając 12 lat, Albano napisał swoją pierwszą kompozycję, „Addio Sicillia”. W wieku 16 lat, kiedy sytuacja finansowa rodziny znacznie się pogorszyła, postanowił wyemigrować do Mediolanu. Początkowo mieszkał na dworcu, po kilku tygodniach udało mu się znaleźć pracę jako kelner w restauracji Al Dollaro. W Mediolanie znalazł też ogłoszenie o castingu do Clan Celentano, który ostatecznie udało mu się przejść. Założyciel klanu – Adriano Celentano – zmienił mu wówczas pseudonim na Al Bano oraz umożliwił mu nagranie debiutanckiego singla – „La strada”, będącego coverem piosenki Gene’a Pitneya. Utwór ukazał się w 1965 roku pod szyldem firmy fonograficznej Fantasy. Równolegle z grą w spektaklach, Carrisi wciąż pracował jako kelner.
Jesienią 1965 roku wziął udział w manifestacji Ribalta per Sanremo. Chociaż nie był wówczas uczestnikiem festiwalu, został zauważony przez wytwórnię fonograficzną La Voce Del Padrone. 12 września kolejnego roku zadebiutował w stawce konkursowej podczas Festival delle Rose, na którym razem z Pino Donaggio zaśpiewał utwór „Quando il sole chiudi gli occhi”. W tym samym roku dostał się do programu muzycznego Settevoci, który prowadził Pippo Baudo. W jednym z odcinków wokalista zaprezentował swój najnowszy singiel „Io di notte”, który zyskał zainteresowanie nie tylko publiczności, ale także uznanych artystów, takich jak np. Milva.

### 1967–1973: Pierwszy sukces
W 1967 roku Albano nagrał swój pierwszy przebój „Nel sole”, z którym wygrał konkurs piosenkarski Disco per l'estate i zajął pierwsze miejsce na liście najlepiej sprzedanych singli w całym roku we Włoszech, sprzedając go w nakładzie półtora miliona egzemplarzy. Jego głos dotarł do wszystkich gazet i telewizji. W tym samym roku został nagrany film pod tym samym tytułem, w którym Albano wystąpił z młodą, nieznaną wówczas, amerykańską aktorką Rominą Power, córką sławnego aktora Tyrone’a Powera. Sztuka opowiada o namiętnej miłości dwóch młodych ludzi, którzy – pomimo sprzeciwu rodziców – postanawiają wziąć ślub.
Pod koniec roku pojawił się pierwszy album Carrisiego, na którym znalazły się m.in. piosenki „Nel sole” oraz cover piosenki „La donna dell’amico mio” Roberto Carlosa. Wszystkie utwory skomponowane zostały przez Detto Mariano oraz napisane przez Alessandro Colombiniego, którego artysta poznał w Clan Celentano. W 1968 roku pojawił się drugi album artysty pt. Il ragazzo che sorride. Tytułowy utwór został napisany przez Vito Pallaviciniego oraz skomponowany przez Mikisa Theodorakisa. W lutym tego samego roku wokalista wystąpił na Festiwalu Piosenki Włoskiej w San Remo z utworem „La siepe”, z którym zajął 9. miejsce i zdobył pierwszą nagrodę krytyków. W kolejnym roku wygrał Disco per l’estate z piosenką „Pensando a te”, która została tytułowym singlem jego trzeciego albumu, oraz skomponował utwór „Acqua di mare” dla Rominy Power. Para wzięła ślub 26 lipca 1970 roku. W tym samym roku małżeństwo zaczęło współpracować (Albano napisał dla niej kolejną piosenkę – „Storia di due innamorati”, który umieścił na swoim kolejnym albumie pt. A cavallo di due stilli), doczekało się także pierwszego dziecka – Ylenii. W 1973 roku Power urodziła Yariego, w 1985 – Cristel, a w 1987 – Rominę Junior.
W 1971 roku Albano powrócił do stawki konkursowej Festiwalu Piosenki Włoskiej w San Remo, biorąc udział w finale z piosenką „13' storia d’Oggi”, za którą zajął 8. miejsce oraz zdobył nagrodę dziennikarzy. W tym samym roku zajął drugie miejsce w konkursie Un disco per l’estate z utworem „E il sole dorme tra le braccia della notte”. Oba single promowały kolejny album wokalisty pt. 1972. W 1973 roku, Carrisi skomponował utwór „La canzone di Maria” dla Bruno Lauzi, a rok później wydał dwupłytowy album pt. Antologia ze wszystkimi swoimi przebojami oraz nowymi utworami: „Addio alla Madre” Pietra Mascagniego, „Vesti la giubba” Ruggera Leoncavallo, „E lucevan le stelle” Giacoma Pucciniego oraz „Una furtiva lagrima” Gaetana Donizettiego.

### 1975–1995: Duet zRominą Power

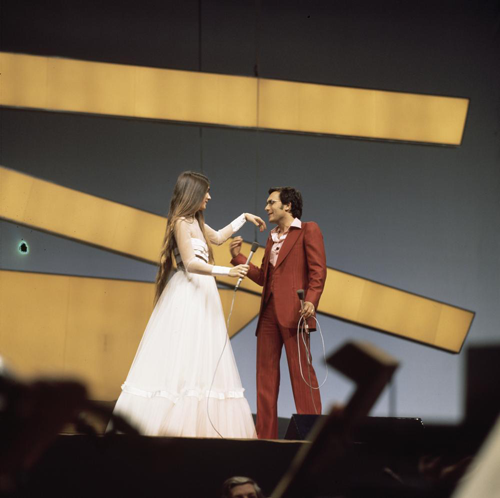
Al Bano i Romina Power podczas występu w Konkursie Piosenki Eurowizji w 1976 roku

W 1975 roku Albano postanowił rozpocząć pełną współpracę z małżonką. Efektem pracy był pierwszy wspólny album studyjny pary pt. Dialogo, wydany nakładem wytwórni fonograficznej Libra. W tym samym roku zajęli drugie miejsce z utworem „Dialogo na Disco per l’estate”, a w kolejnym roku zostali reprezentantami Włoch podczas 21. Konkursu Piosenki Eurowizji, na którym zajęli ostateczne siódme miejsce z utworem „We'll Live It All Again”.
W 1981 roku para nagrała jeden ze swoich największych przebojów – „Sharazan”. Rok później, w 1982 wystartowali po raz pierwszy w duecie na Festiwalu w San Remo z utworem „Felicità”, z którym zajęli drugie miejsce. Piosenka podbiła włoskie listy przebojów na wiele tygodni, a w samych Niemczech singiel sprzedał się w nakładzie ponad 6 milionów egzemplarzy, za co para dostała nagrodę Złotego Globa. Dwa lata później Albano i Romina ponownie wystąpili podczas festiwalu, zajmując pierwsze miejsce w finale z singlem „Ci sarà”. Singiel promował ich album pt. Effetto amore.

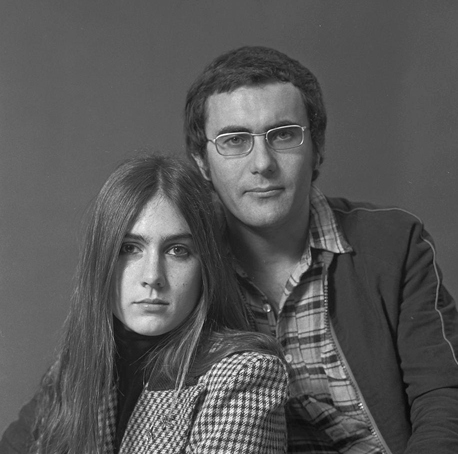
Albano i Romina Power w 1976 roku

W 1985 roku, ponownie wzięli udział w Konkursie Piosenki Eurowizji, po raz drugi zajmując 7. miejsce w finale imprezy, tym razem z propozycją „Magic Oh Magic”. Rok później para podpisała kontrakt z wytwórnią WEA, która wydała ich album pt. Sempre Sempre. W lutym 1987 roku znów wystąpili w finale Festiwalu w San Remo, zgłaszając się z utworem „Nostalgia canaglia”, z którym zajęli trzecie miejsce. Pod koniec tego samego roku wydana została najnowsza płyta Libertà, a rok później – Fragile. Wydawnictwo promował singiel „Cara terra mia”, z którym małżeństwo wzięło udział w finale Festiwalu w San Remo w 1989 roku, ponownie zajmując trzecie miejsce. W 1991 roku para znowu pojawiła się w stawce konkursowej imprezy, zajmując 9. miejsce z utworem „Oggi Sposi”. W tym samym roku para obchodziła 25-lecie wspólnej pracy artystycznej, co zaowocowało albumem pt. Le piů belle canzoni oraz książką autobiograficzną, zatytułowaną Autoritatto, a także VHS o tym samym tytule.
W 1993 roku para nagrała kolejny album pt. Notte e giorno, który promował utwór „Atto d’amore”, wykorzystany jako muzyka rozpoczynająca popularny we Włoszech serial. W utworze „Il mondo degli angeli” swój głos po raz drugi użyczyła Cristel, córka pary. W tym samym roku małżeństwo dostało propozycję nakręcenia programu dokumentalnego o Stanach Zjednoczonych dla włoskiej telewizji RAI.

### 1996–2014: Powrót do solowej kariery
W 1996 roku Albano powrócił do solowej kariery, którą zaczął od występu na Festiwalu Piosenki Włoskiej w San Remo z piosenką „È la mia vita” napisaną przez Maurizio Fabrizio oraz Giuseppe Marino. Utwór podsumował dotychczasowe życie wokalisty, wspominając w nim m.in. zaginioną w 1994 roku córkę. Propozycja zajęła 7. miejsce. W kolejnym roku artysta wydał kolejny, solowy album pt. Concerto Classico, który był zbiorem najbardziej znanych pieśni operowych. Według niektórych krytyków muzycznych, wydawnictwo uznawane jest za najlepszy solowy album w jego karierze oraz taki, w którym pokazał maksymalne możliwości głosowe. Z okazji Festiwalu Piosenki Włoskiej, na którym wystąpił z utworem „Verso il sole”, Carrisi wydał album kompilacyjny o takiej samej nazwie. Na zaproszenie organizatorów festiwalu sopockiego, Albano i Romina po raz pierwszy odwiedzili Polskę. Zaśpiewali swoje największe hity. Pod koniec roku grali jeszcze kilka koncertów w Europie.
4 października 1998 roku, podczas II Światowego Spotkania Rodzin, małżeństwo zagrało swój ostatni koncert, występując na żywo przed Janem Pawłem II. Zaśpiewali wówczas wcześniej nieopublikowany utwór „Al mondo siamo noi” oraz przebój Domenico Modugno „Nel blu dipinto nel blu”. Po zakończeniu ceremonii, duet długo rozmawiał z papieżem na temat problemów w ich małżeństwie. W 1999 roku, na łamach tygodnika Oggi, Albano ogłosił oficjalnie separację z żoną oraz wyjaśnił powody swojej decyzji. Po tych wydarzeniach wystąpił ponownie na Festiwalu Piosenki Włoskiej, tym razem z utworem „Ancora in volo”, z którym zajął szóste miejsce. W tym samym roku do sklepów trafił także album wokalisty o takiej samej nazwie oraz płyta kompilacyjna pt. Volare, na której znalazły się ulubione włoskie piosenki artysty w jego wersji. Oprócz tego, Carrisi wyruszył w międzynarodową trasę koncertową, występując m.in. w Stanach Zjednoczonych, Rosji, Grecji, Hiszpanii, Austrii oraz w Niemczech.

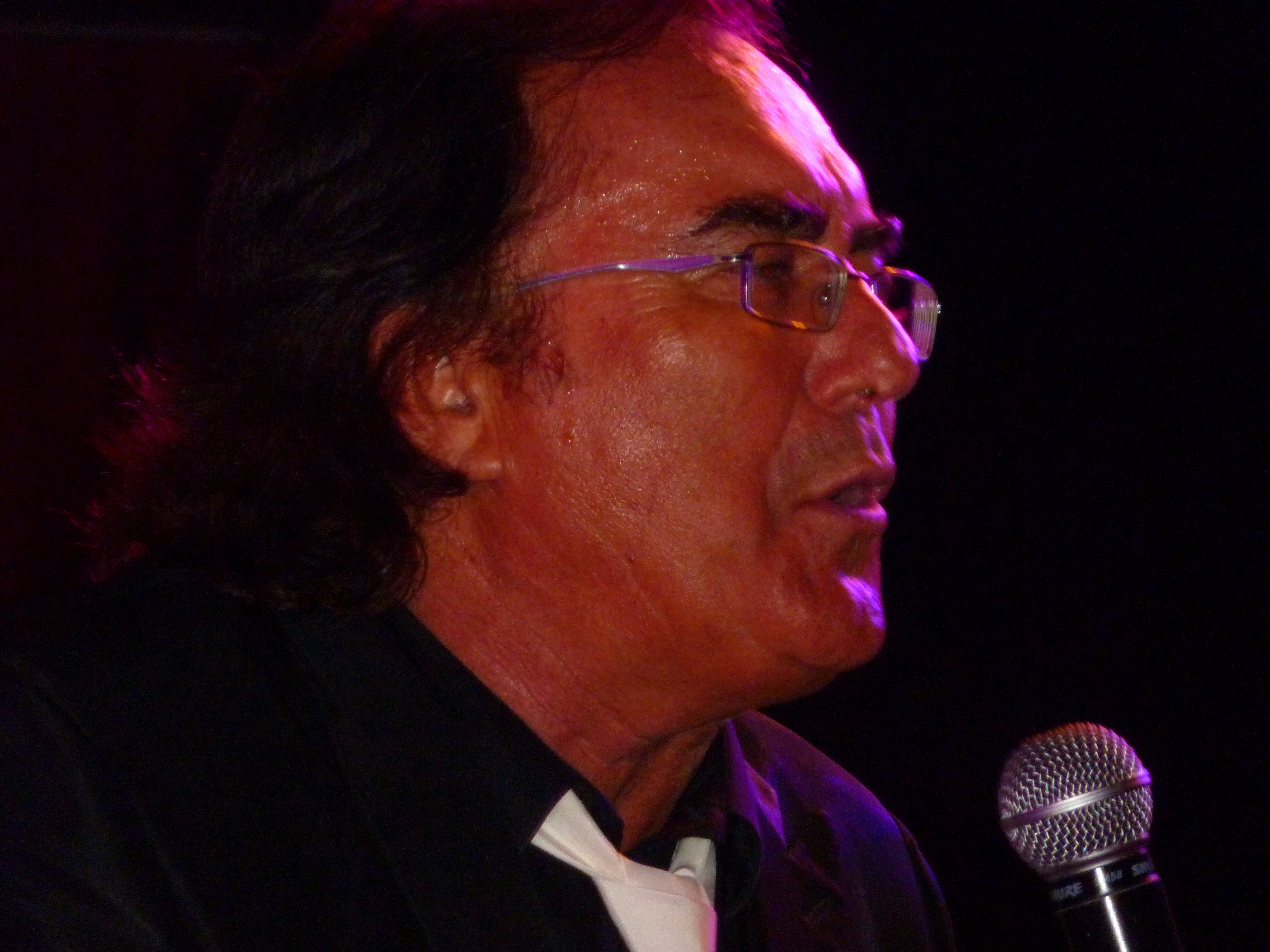
Albano Carrisi (2010)

W 2000 roku wokalista ponownie pojawił się podczas festiwalu w Sopocie. Wystąpił podczas włoskiego dnia imprezy, na którym zaśpiewał swoje największe przeboje. W maju zaśpiewał w chórkach Jane Bogaert podczas jej występu w 45. Konkursu Piosenki Eurowizji, na którym reprezentowała Szwajcarię z utworem „La vita cos'è?”, zajmując 20. miejsce w finale. W tym samym roku artysta dołączył się do kampanii antynarkotykowej jako Ambasador Dobrej Woli, a w 2001 roku wydał album pt. Canto al sole. W 2007 roku zajął drugie miejsce na Festiwal Piosenki Włoskiej z piosenką „Nel Perdono” autorstwa swojego syna Yariego oraz Renato Zero. W kolejnych latach jeszcze dwukrotnie startował w konkursie: w 2009 roku z utworem „L’amore è sempre amore” uplasował się na piątym miejscu, a w 2011 – z singlem „Amanda è libera” zajął trzecią pozycję w ogólnej klasyfikacji.
W 2013 roku Albano wydał książkę Io ci credo (polski tytuł: Wierząc, nie poddałem się nigdy). W tym samym roku wystąpił ponownie, po kilkunastu latach przerwy, w duecie z Rominą Power.

## Zaginięcie córki
W 1994 roku w Nowym Orleanie zaginęła najstarsza córka Albano i Rominy Power – Ylenia. Para porzuciła wówczas wszystkie swoje prace muzyczne i wyruszyła na poszukiwania do Stanów Zjednoczonych, gdzie starała się odnaleźć córkę. Dziewczyny nie znaleziono, podejrzewa się, że pod wpływem narkotyków wskoczyła do rzeki Missisipi i utonęła.

## Występy na Festiwalu w San Remo
| Edycja                   | Artysta                | Utwór                  | Autor                                            | Kategoria          | Pozycja   | Nagroda                                    |
| ------------------------ | ---------------------- | ---------------------- | ------------------------------------------------ | ------------------ | --------- | ------------------------------------------ |
| Festiwal w San Remo 1968 | Al Bano                | La Siepe               | Pallavicini & Massara                            | Canzoni e Cantanti | 9         | –                                          |
| Festiwal w San Remo 1971 | Al Bano                | 13, storia d'oggi      | Pallavicini & Carrisi                            | Canzoni e Cantanti | 8         | Nagroda dziennikarzy                       |
| Festiwal w San Remo 1974 | Al Bano                | In Controluce          | Limiti & Carrisi                                 | Canzoni e Cantanti | Finalista | –                                          |
| Festiwal w San Remo 1982 | Al Bano & Romina Power | Felicità               | Minellono & Farina & De Stefani                  | Canzoni e Cantanti | 2         | Nagroda II miejsce                         |
| Festiwal w San Remo 1984 | Al Bano & Romina Power | Ci sarà                | Minellono & Farina                               | Campioni           | 1         | Nagroda I miejsce                          |
| Festiwal w San Remo 1987 | Al Bano & Romina Power | Nostalgia Canaglia     | Pallavicini & Carrisi & Power & Molco & Mercurio | Campioni           | 3         | Nagroda III miejsce                        |
| Festiwal w San Remo 1989 | Al Bano & Romina Power | Cara Terra Mia         | Pallavicini & Carrisi & Power                    | Campioni           | 3         | Nagroda III miejsce                        |
| Festiwal w San Remo 1991 | Al Bano & Romina Power | Oggi Sposi             | Depsa, Andreetto                                 | Campioni           | Finalista | –                                          |
| Festiwal w San Remo 1996 | Al Bano                | È la mia vita          | Marino & Fabrizio                                | Campioni           | 7         | –                                          |
| Festiwal w San Remo 1997 | Al Bano                | Verso il sole          | Cidda & Carrisi                                  | Campioni           | Finalista | –                                          |
| Festiwal w San Remo 1999 | Al Bano                | Ancora in volo         | Bizzarri & Carrisi & Marcucci                    | Campioni           | 6         | –                                          |
| Festiwal w San Remo 2007 | Al Bano                | Nel perdono            | Zero & Incenzo & Carrisi & Paoletti              | Campioni           | 2         | Nagroda II miejsce                         |
| Festiwal w San Remo 2009 | Al Bano                | L'amore è sempre amore | Morra & Fabrizio                                 | Artisti            | Finalista | –                                          |
| Festiwal w San Remo 2011 | Al Bano                | Amanda è libera        | Berlincioni & Paoletti & Carrisi                 | Artisti            | 3         | Nagroda III miejsce Nagroda Nata per unire |

## Dyskografia

### Albumy studyjne
- 1967 – Nel Sole
- 1968 – Il Ragazzo che sorride
- 1969 – Pensando a te
- 1970 – A cavallo di due stili
- 1971 – 1972
- 1974 – Antologia
- 1997 – Concerto classico
- 1998 – Il Nuovo Concerto
- 1999 – Ancora in volo
- 1999 – Volare
- 2001 – Canto al Sole
- 2002 – Carrisi canta Caruso
- 2004 – La mia Italia
- 2005 – Le radici del cielo
- 2005 – Buon Natale
- 2007 – Cercami nel cuore della gente
- 2008 – Dai il meglio di te...
- 2009 – L’amore è sempre amore
- 2010 – The Great Italian Songbook
- 2011 – Amanda è libera
- 2012 – Fratelli d’Italia
- 2013 – Canta Sanremo

## Filmografia

### Solowa
- 1969 – Il ragazzo che sorride
- 2002 – Canto al sole
- 2005 – Al Bano И Его Леди
- 2008 – Todos sus Grandes Éxitos en Español
- 2009 – La Mia Opera

### Z Rominą Power
- 1967 – Nel sole
- 1968 – L’oro del mondo
- 1969 – Il suo nome e Donna Rosa
- 1969 – Pensando a te
- 1970 – Mezzanotte D’amore
- 1971 – Angeli senza paradiso
- 1984 – Champagne in paradiso
- 1991 – Autoritatto
- 1991 – Autoritatto dalla A alla R
- 1993 – Unser leben, unsere familie, unsere erfolge
- 1993 – L’america perduta
- 1995 – Ein leben in musik
- 1996 – Una vita emozionale